# Green’s Baobab

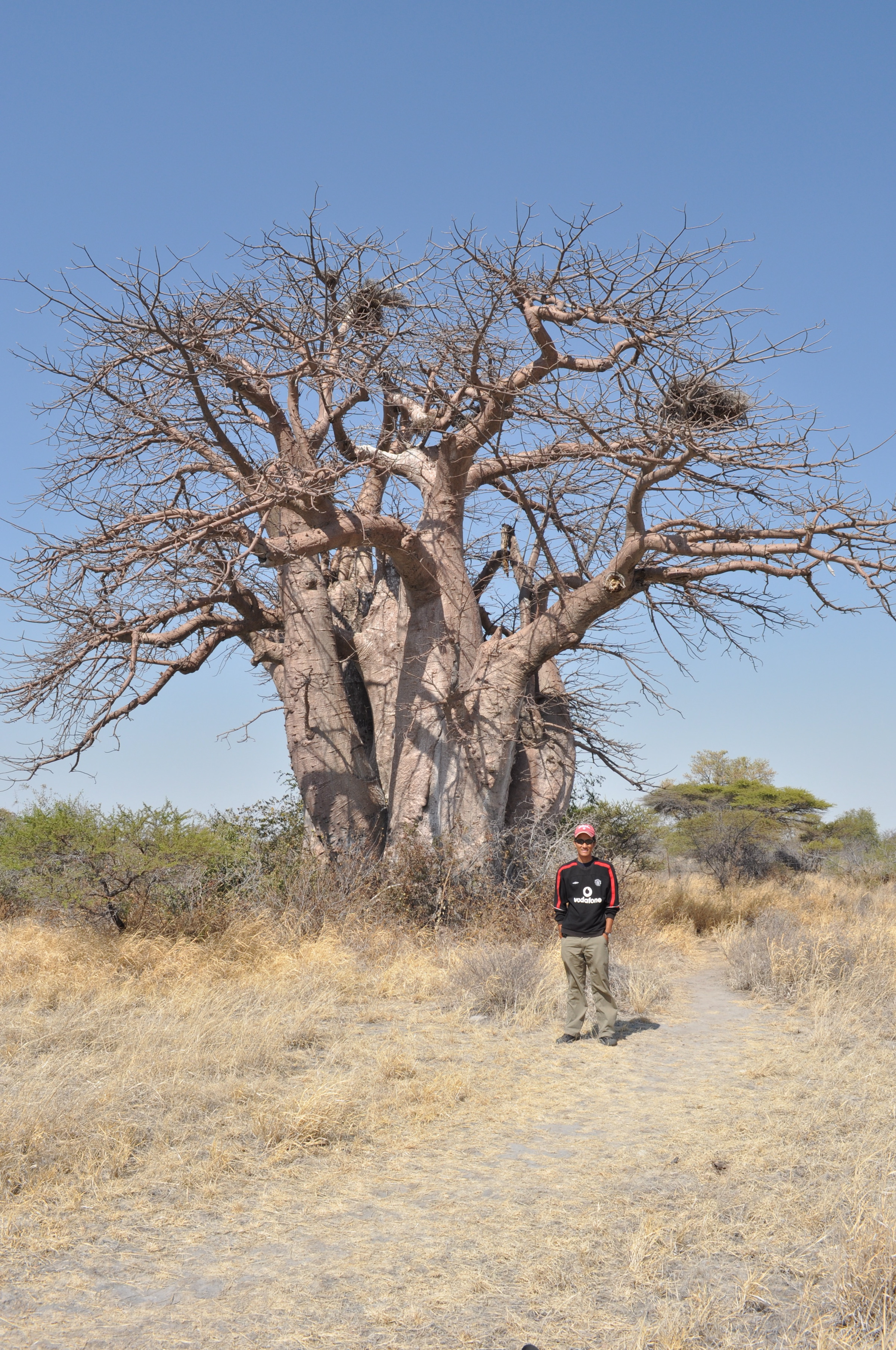
Green’s Baobab (2010)

Green’s Baobab ist ein Baumdenkmal in Botswana, das als National Monument („Nationaldenkmal“) klassifiziert ist.

## Beschreibung
Green’s Baobab ist einer der größten Bäume in der Region. Der Standort des Afrikanischen Affenbrotbaumes (Adansonia digitata) liegt rund 30 km südlich von Gweta am Rand des Makgadikgadi-Pans-Nationalparks. Benannt wurde er nach den Gebrüdern Charles und Frederick Thomas Green, ihre in die Baumrinde geritzte Inschrift „Green’s Expedition 1858–1859“ konnte in den 2010ern noch erkannt werden. Weiter hatte sich der Händler Hendrik Matthys van Zyl (1828–1880), Gründer des Ortes Ghanzi, in der Rinde verewigt.
Zu seinem Schutz ist der Baum umzäunt.